# Pamela McGee
Pamela Denise McGee (ur. 1 grudnia 1962 we Flint) – amerykańska koszykarka, występująca na pozycjach silnej skrzydłowej lub środkowej, mistrzyni olimpijska, multimedalistka międzynarodowych imprez koszykarskich, po zakończeniu kariery zawodniczej trenerka koszykarska.
Doprowadziła licealną drużynę Lady Vikings dwukrotnie do mistrzostwa stanu klasy A (1978, 1979), wspólnie z siostrą bliźniaczką, Paulą. Obie reprezentowały następnie barwy drużyny akademickiej USC Trojans, którą doprowadziły także dwukrotnie do mistrzostwa NCAA. Podczas ich występów drużyna zanotowała bilans 109–18. W 1984 wraz z Paulą sięgnęła po mistrzostwo ligi Women’s American Basketball Association.
Jej syn JaVale McGee jest zawodnikiem NBA. W WNBA występowała jej córka Imani McGee-Stafford. Została pierwszą zawodniczką w historii WNBA, której dzieci występowały zarówno w NBA, jak i WNBA. Wraz z synem została też pierwszą rodziną w Stanach Zjednoczonych, w relacji matka–syn, która zdobyła złote medale olimpijskie.

## Osiągnięcia
Na podstawie, o ile nie zaznaczono inaczej.

### Zawodnicze

#### NCAA/AIAW
- Mistrzyni
  - NCAA (1983, 1984)
  - sezonu regularnego konferencji WCAA (1983, 1984)
- Uczestniczka rozgrywek final four:
  - NCAA (1982–1984)
  - AIAW (1981)
- Zaliczona do[9]:
  - I składu:
    - Kodak All-American (1984)
    - ABA-USA All-American (1984)
    - konferencji WCAA (1982–1984)

  - II składu konferencji WCAA (1981)
- Drużyna USC Trojans zastrzegła należący do niej numer 30 (2012)[9]

#### Drużynowe
- Mistrzyni:
  - Women’s American Basketball Association (WABA – 1984)
  - Hiszpanii (1988)
- Zdobywczyni pucharu:
  - Ronchetti (1993)
  - Hiszpanii (1988)

#### Indywidualne
- Zaliczona do:
  - Galerii Sław Żeńskiej Koszykówki – Women’s Basketball Hall of Fame  (2012)
  - galerii sław sportu:
    - Greater Flint Afro-American Hall of Fame (2000)
    - Michigan Sports Hall of Fame (2013)

#### Reprezentacja
- Mistrzyni:
  - olimpijska (1984)[10]
  - panamerykańskich (1983)
  - uniwersjady (1979)
- Wicemistrzyni świata (1983)
- Zdobywczyni Pucharu R. Williama Jonesa (1984)

### Trenerskie
Drużynowe
- Mistrzostwo WNBA (2003)*

(*) – jako asystentka trenera